# إل جي كيوانتيوم (موبايل)
إل جي كيوانتيوم (بالإنجليزية: LG Quantum)‏ هو هاتف ذكي من مجموعة إل جي يعمل بنظام ويندوز فون، تم طرحه في الأسواق في 8 نوفمبر 2010.

## الخصائص
- نظام التشغيل: ويندوز فون
- المعالج: 1 جيجا هرتز
- الذاكرة: 512 ميجابايت
- التخزين: 16 جيجابايت